# Neyetalsperre (Naturschutzgebiet)
Das Naturschutzgebiet Neyetalsperre liegt auf dem Gebiet der Stadt Wipperfürth im Oberbergischen Kreis in Nordrhein-Westfalen.
Das etwa 338,30 ha große Gebiet, das im Jahr 2013 unter Naturschutz gestellt wurde, erstreckt sich nördlich der Kernstadt Wipperfürth. Südlich des Gebietes verlaufen die Landesstraße L 284 und die B 237. Nordöstlich erstreckt sich die Bevertalsperre mit einer Wasseroberfläche von 200 ha.

## Beschreibung
Das Landesamt für Natur, Umwelt und Verbraucherschutz in NRW beschreibt das Naturschutzgebiet wie folgt:

„Die Neye- Talsperre dient der Trinkwassergewinnung und liegt in einem Waldgebiet nördlich von Wipperfürth. Im Osten entwässert die Neye als größerer Bach in die Talsperre, an dem Zufluss stocken ein Erlen- Eschen- Auenwald sowie ein Schlankseggen- Röhricht. Die Ufer der Neye- Talsperre sind unterschiedlich mäßig steil bis flach auslaufend. Insbesondere an den von Norden zufließenden Quellbächen bildet die Talsperre bis mehrere hundert Meter auslaufende Buchten in den überschwemmten Tälern, wo die Ufer flach verlaufen. Hier haben sich auf den schlammigen Ufern und unter Wasser dichte und großflächige Strandlings- Fluren mit einem Einartbestand aus Strandling (Littorela uniflora) ausgebildet. Weiter in Richtung Land folgen dann schmale Röhrichtsäume mit Schlanksegge, Rohrglanzgras, Pfeifengras, Blutweiderich und anderen Arten. Diese Aspekte der Ufervegetation können sich von Jahr zu Jahr je nach den Wasserständen ändern. Im Südwesten brüten Kormorane am Ufer der Talsperre. Zu Zugzeiten der Vögel und im Winter dient die Talsperre verschiedenen Zugvogel- Arten als Rastgebiet. Auch brüten hier mehrere Haubentaucher. Talsperren mit einer speziellen Vegetation auf den periodisch trockenfallenden Ufern sind typisch und prägend für das Bergische Land und eine regionale Besonderheit. Das Gebiet ist von regionaler Bedeutung im Biotopverbund naturnaher Talsperren. Erhaltung der Strukturen naturnaher Talsperren mit periodisch trockenfallenden Uferfluren haben im Bergischen Land eine hohe Bedeutung. Die Erhaltung angrenzender naturnaher Wälder ist für die Erhaltung der an Nährstoffen armen Ökologie eines solchen Komplexes ebenfalls ein wichtiger Bestandteil.“

Über die umfangreichen Wälder, die die Neyetalsperre im Norden, Osten und Süden umgeben, führt das Landesamt aus:

„Das südliche bis östliche Ufer der Neye- Talsperre mit angrenzenden Hangpartien ist nach Norden exponiert und mit verschiedenen Laub- und Nadelmischwäldern bestockt. In Ufernähe findet man vor allem Buchen- Eichenmischwälder, die überwiegend aus mittlerem Baumholz aufgebaut sind. Die Krautschicht zeigt teilweise eine Wechselfeuchte des Standortes an. In Ufernähe in Richtung Westen, also in Nähe der Staumauer stocken Eschenmischwälder an den Hangpartien.(...)
 Nördlich der Neye-Talsperre stocken großflächige Wälder, die sich sowohl aus standortgerechten Buchenmischwäldern, als auch aus Eichenmischwäldern und verschiedenen Nadel- und Laub-Forsttypen zusammensetzen.(...)
 Mehrere naturnahe Quellbäche mit begleitenden Erlen-Eschen-Ufergehölzen, Erlen-Eschen-Bachauenwald, Milzkraut-Fluren und Winkelseggen-Säume fließen in Richtung Talsperre. Man findet außerdem drei kleine Feuchtwiesen und -weiden im mittleren Teil des Komplexes und im Norden. Die nördliche Feuchtweide zeigt noch Anklänge an nährstoffarme Standorte mit Spitzblütiger Binse, Sumpf-Schafgarbe und Schmalblättrigem Wollgras. In den Tälern der Quellbäche findet man weiterhin kleinflächige Reste von verlandenden Teichen.“

## Zielsetzung
Die Unterschutzstellung erfolgt zur Erhaltung und Entwicklung von großflächigen naturnahen, landschaftsraumtypischen Buchen-Laubwaldgesellschaften an der Neyetalsperre mit naturnahen Siefen- und Quell-Lebensräumen unter Einbeziehung der Talsperren-Wasserflächen als Ruhezonen für Wasservögel.

## Wanderwege
Das Gebiet ist durch ein engmaschiges Forst- und Wanderwegenetz gut erschlossen. Der Bergische Panoramaweg und der Bergische Streifzug Nr. 3 (Heimatweg) tangieren die Neyetalsperre auf der Westseite. Der A7 verläuft am Nord-Ufer und lässt sich mit dem Wanderweg am Südufer zu einer Umrundung der Neyetalsperre kombinieren. Wanderparkplätze gibt es an der K13 und südlich der Neyetalsperre (Großblumberg).

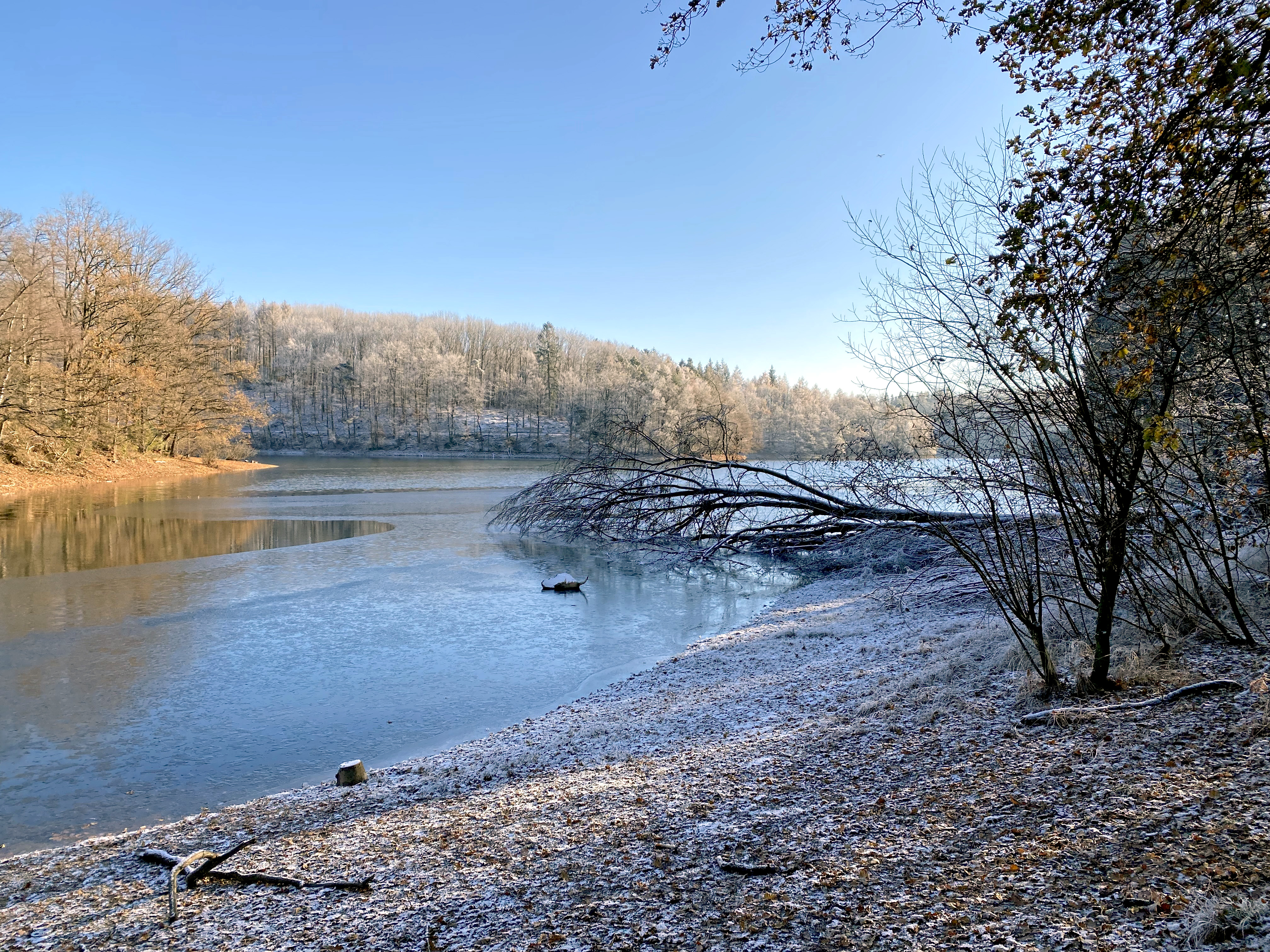
Neyetalsperre – im Winter Rastquartier für Zugvögel
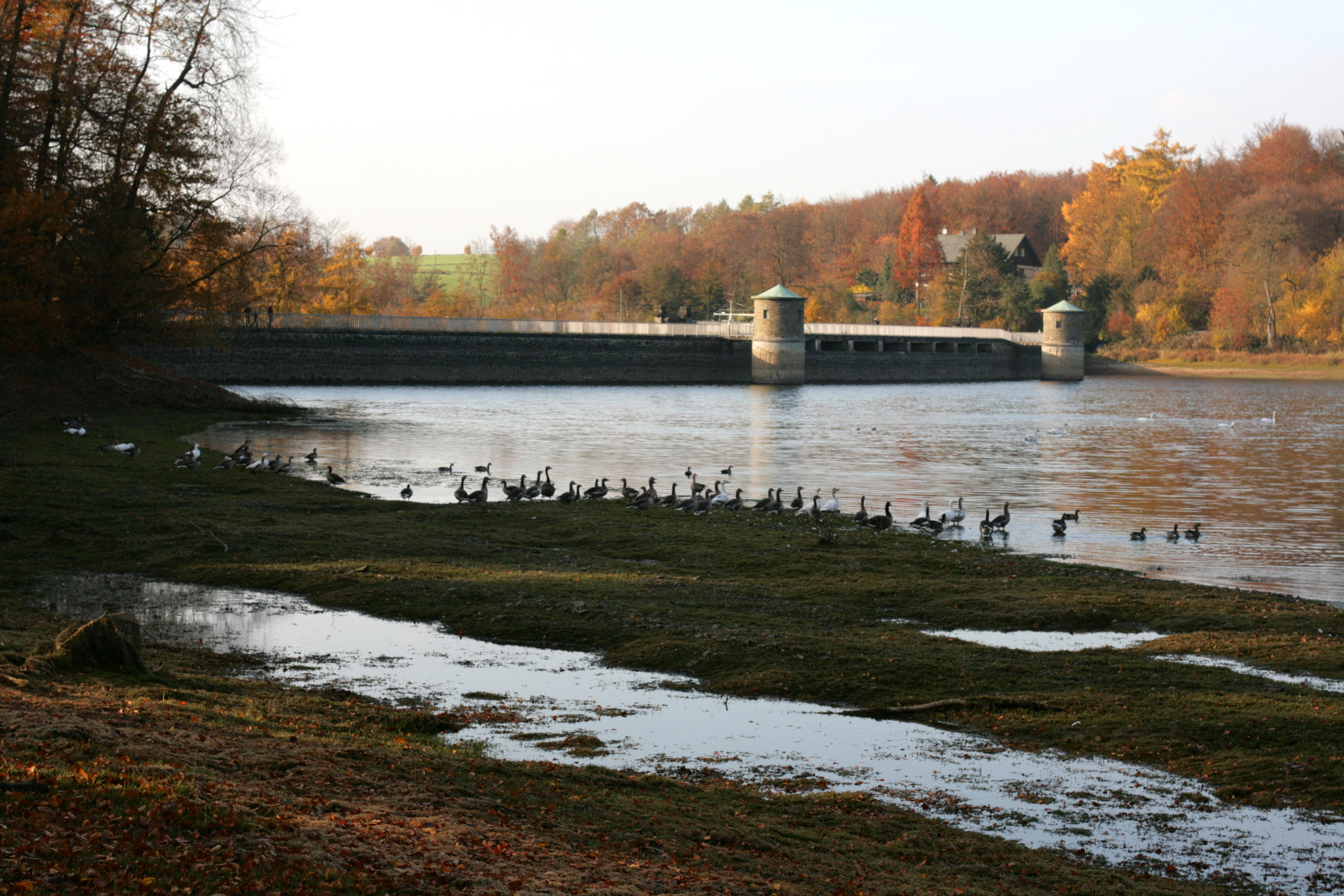
Im Herbst finden sich größere Gruppen von Gänsen zur Überwinterung ein
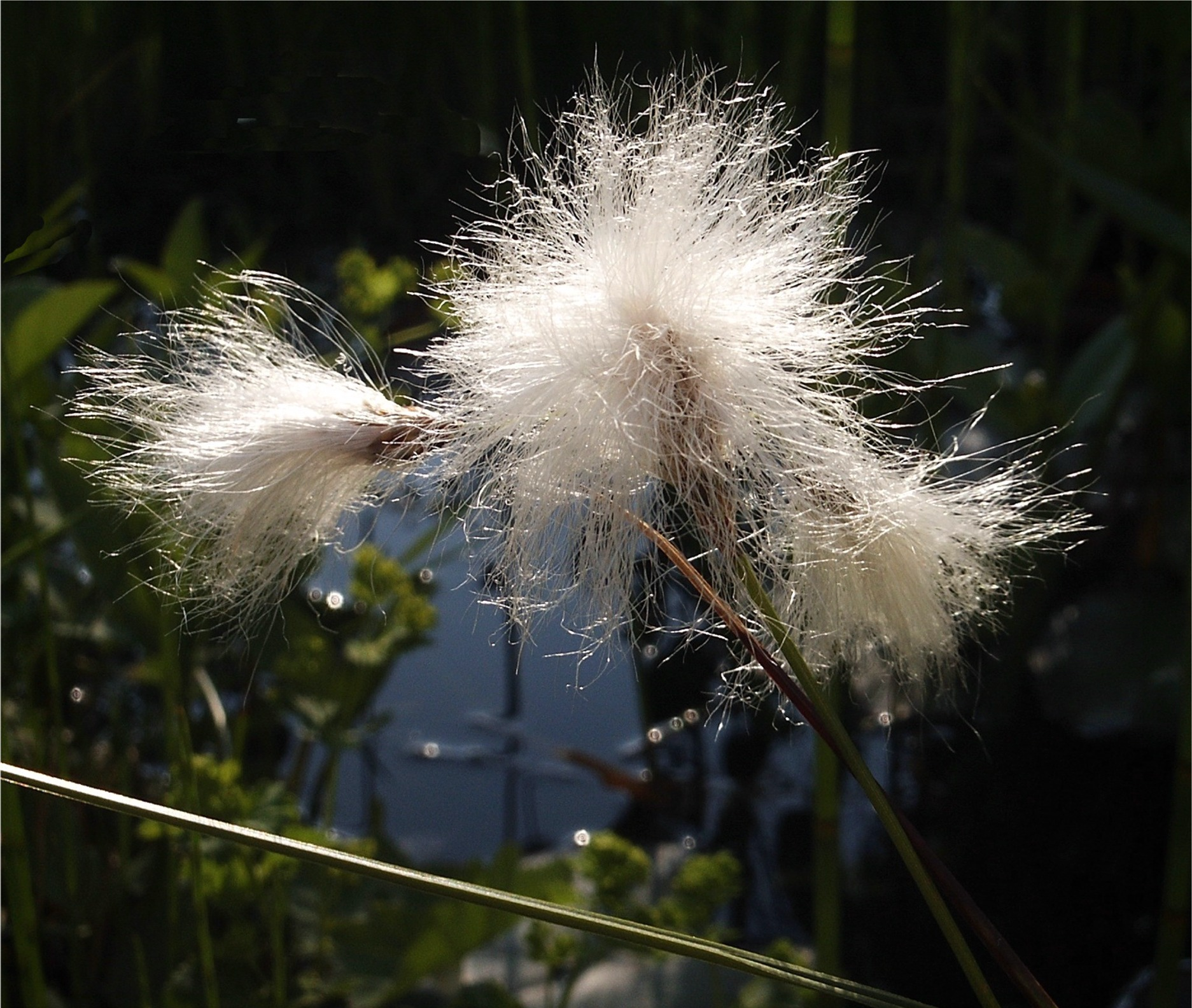
Schmalblättriges Wollgras – an der Neyetalsperre heimisch
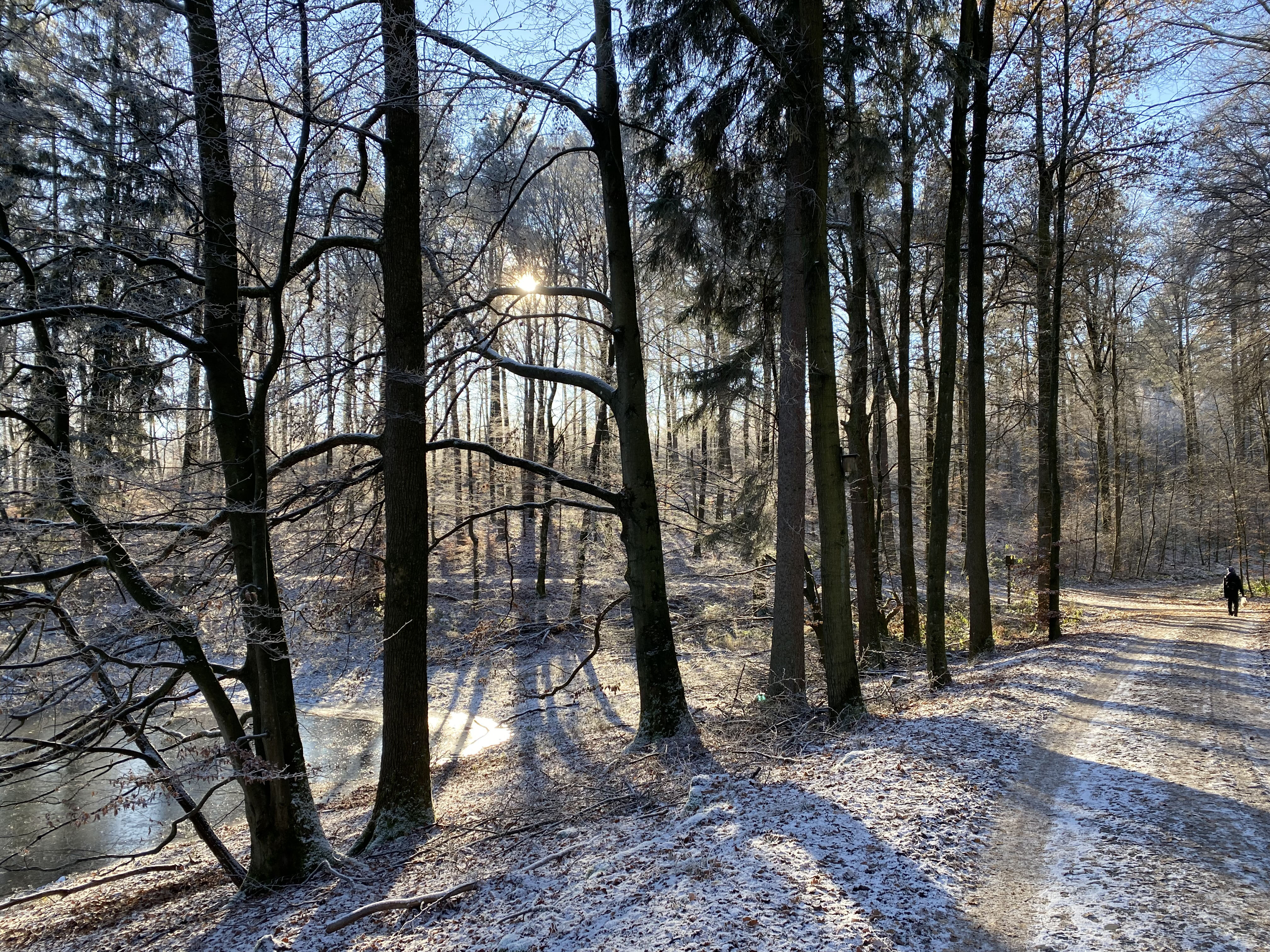
Große Waldflächen umgeben die Neyetalsperre
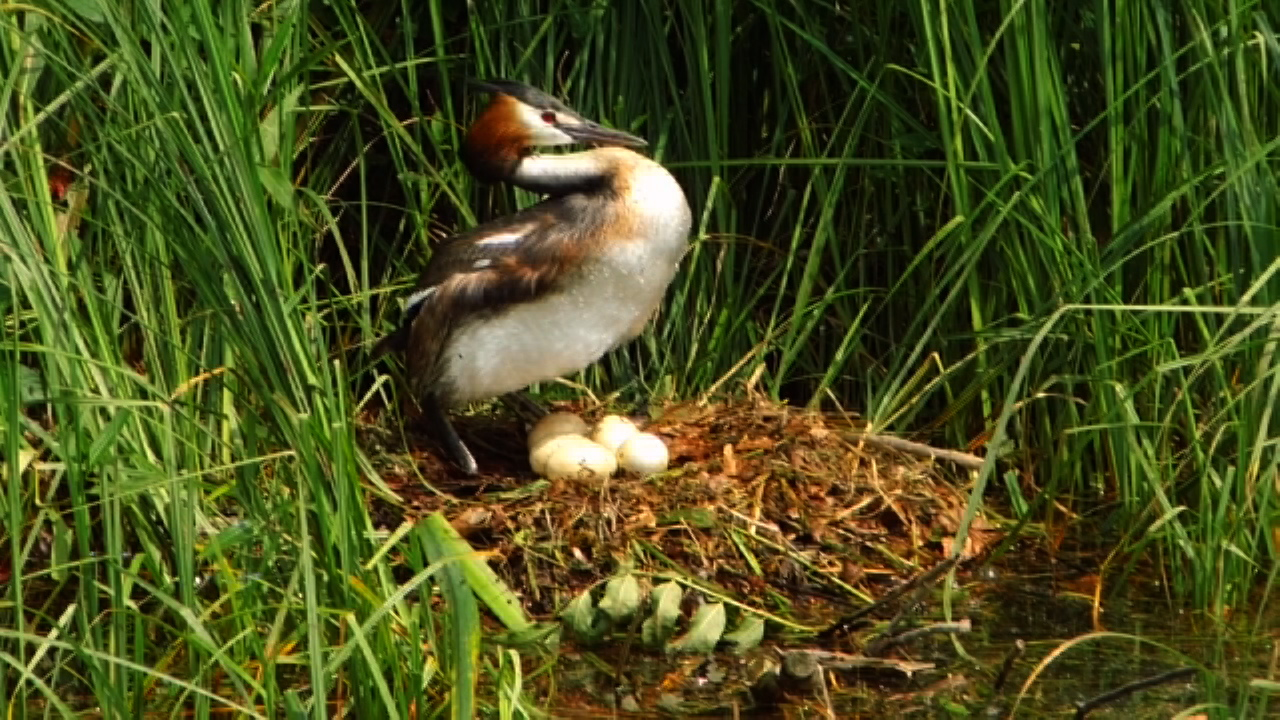
Haubentaucher an der Neyetalsperre bei der Brut
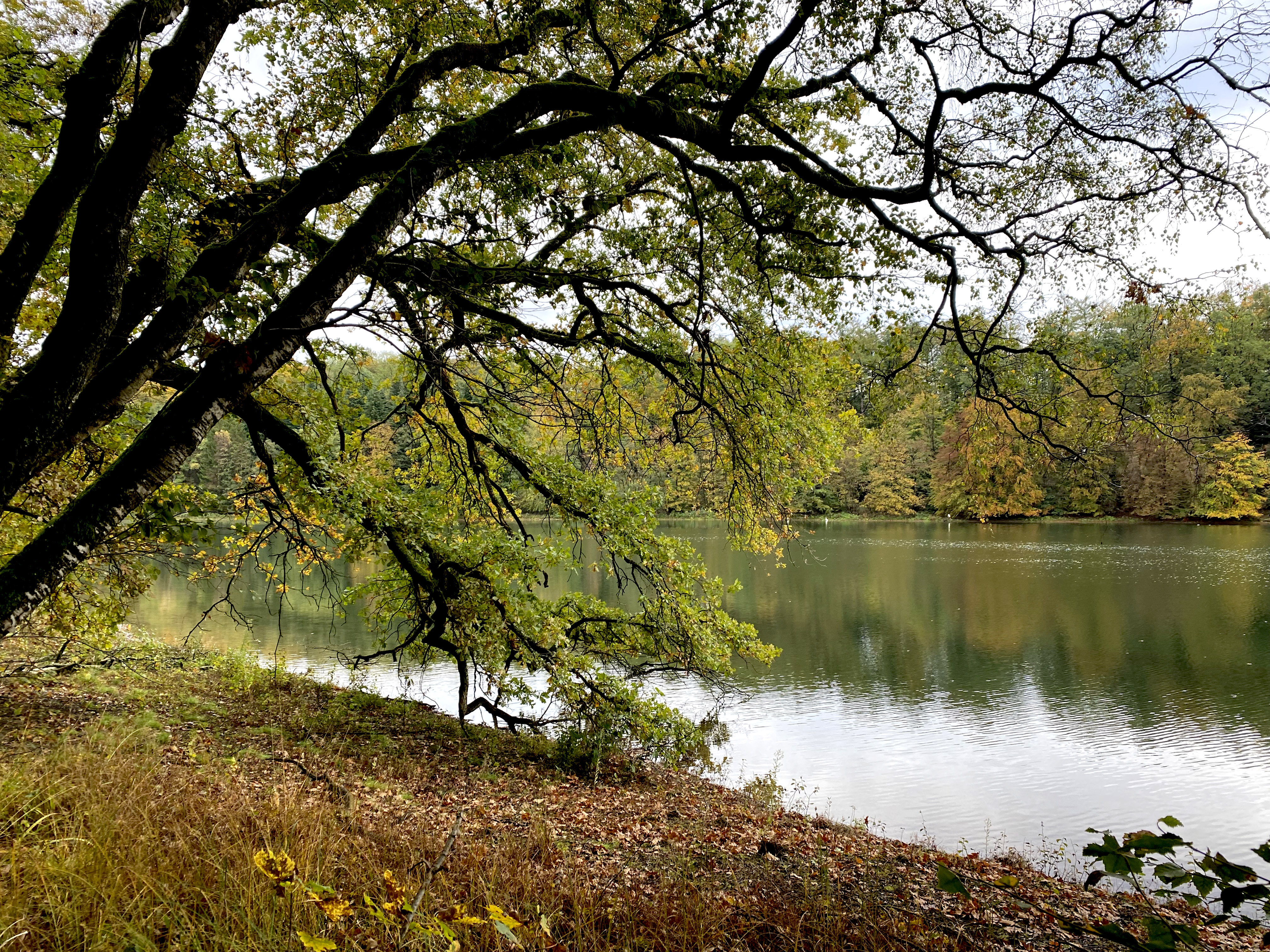
Blick vom Nordufer auf scheue Silberreiher am Südufer (weiße Punkte)
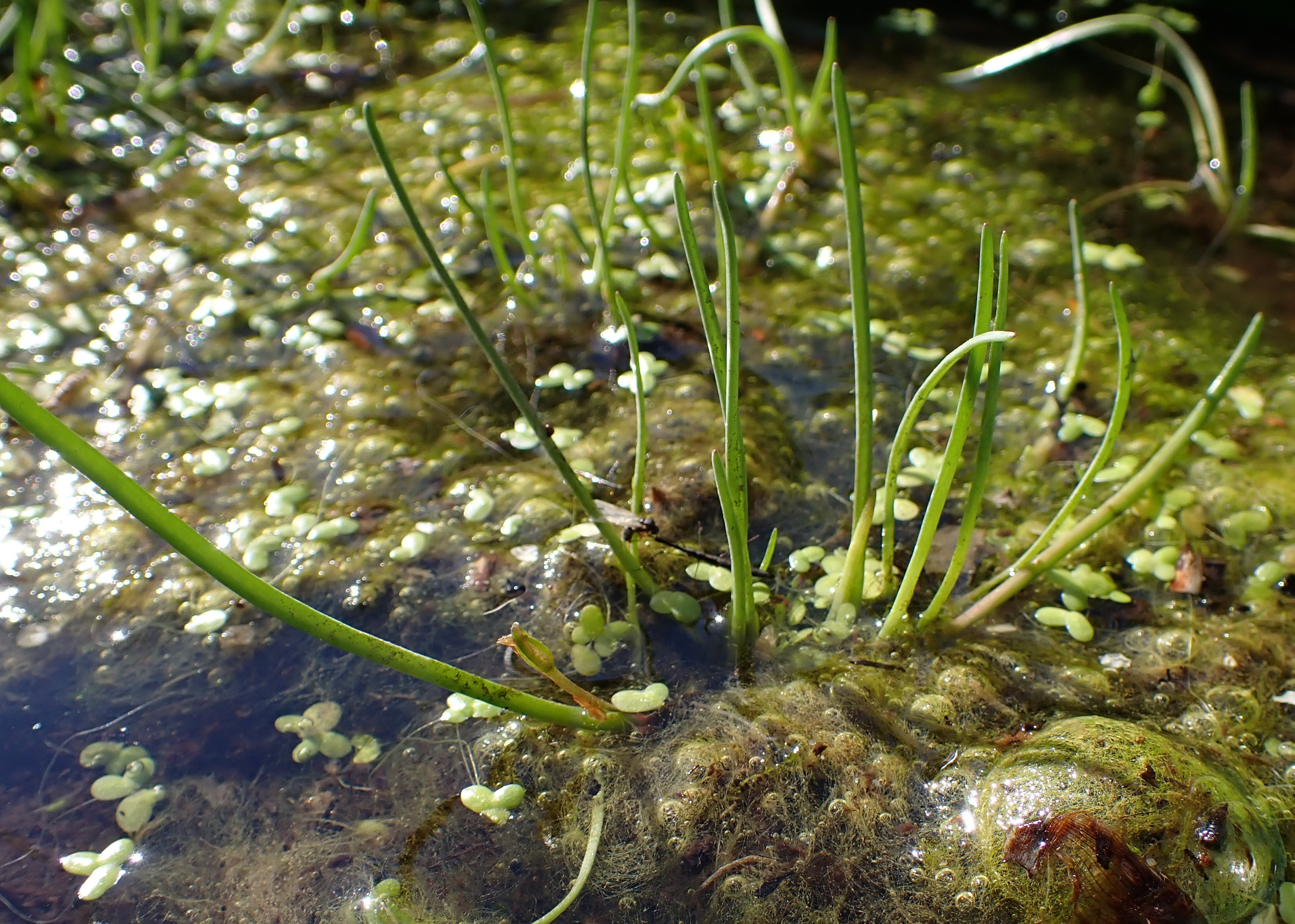
An der Neyetalsperre zu finden – die Rarität Strandling  benötigt nährstoffarme Ufer
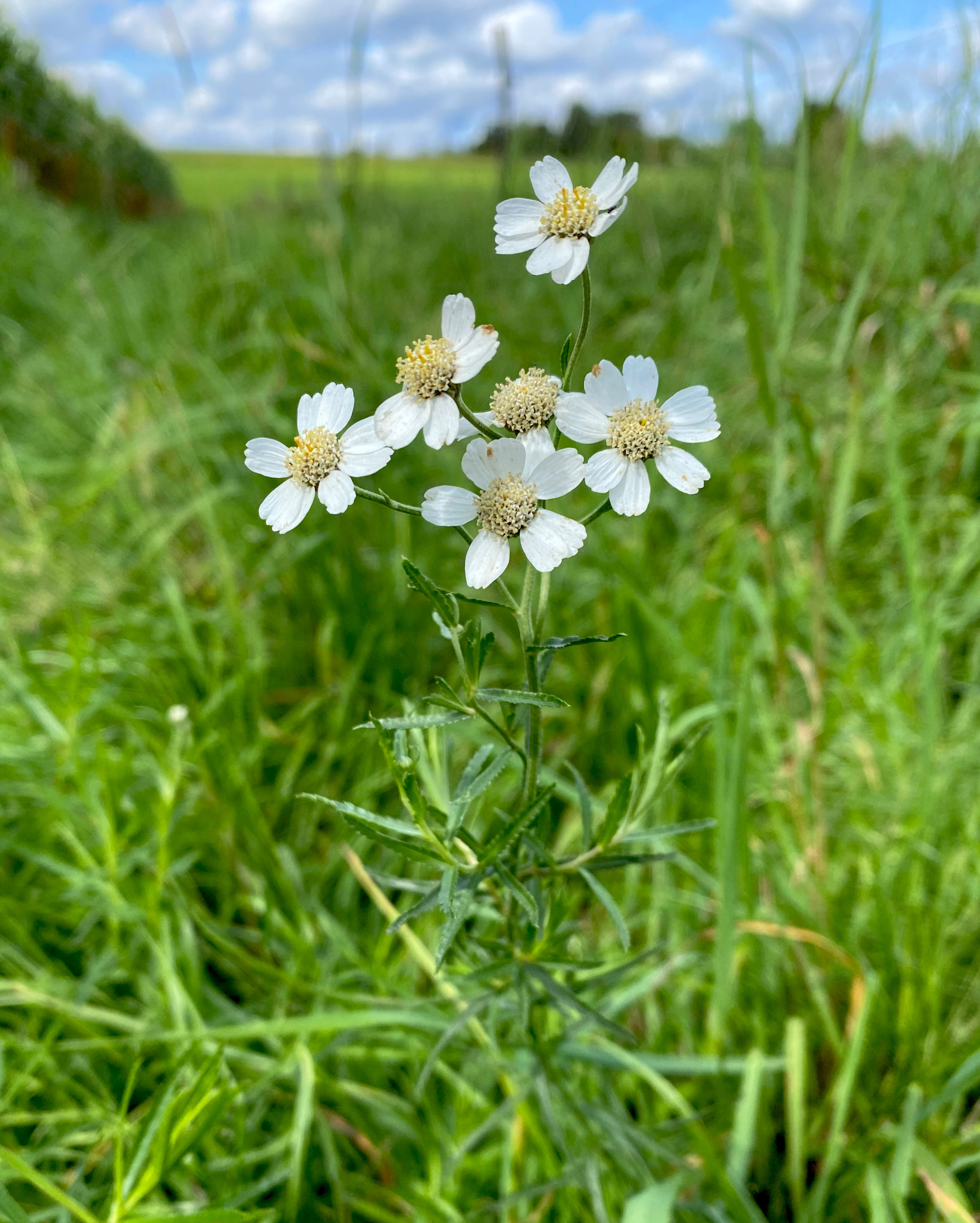
Sumpf-Schafgarbe (Achillea ptarmica)
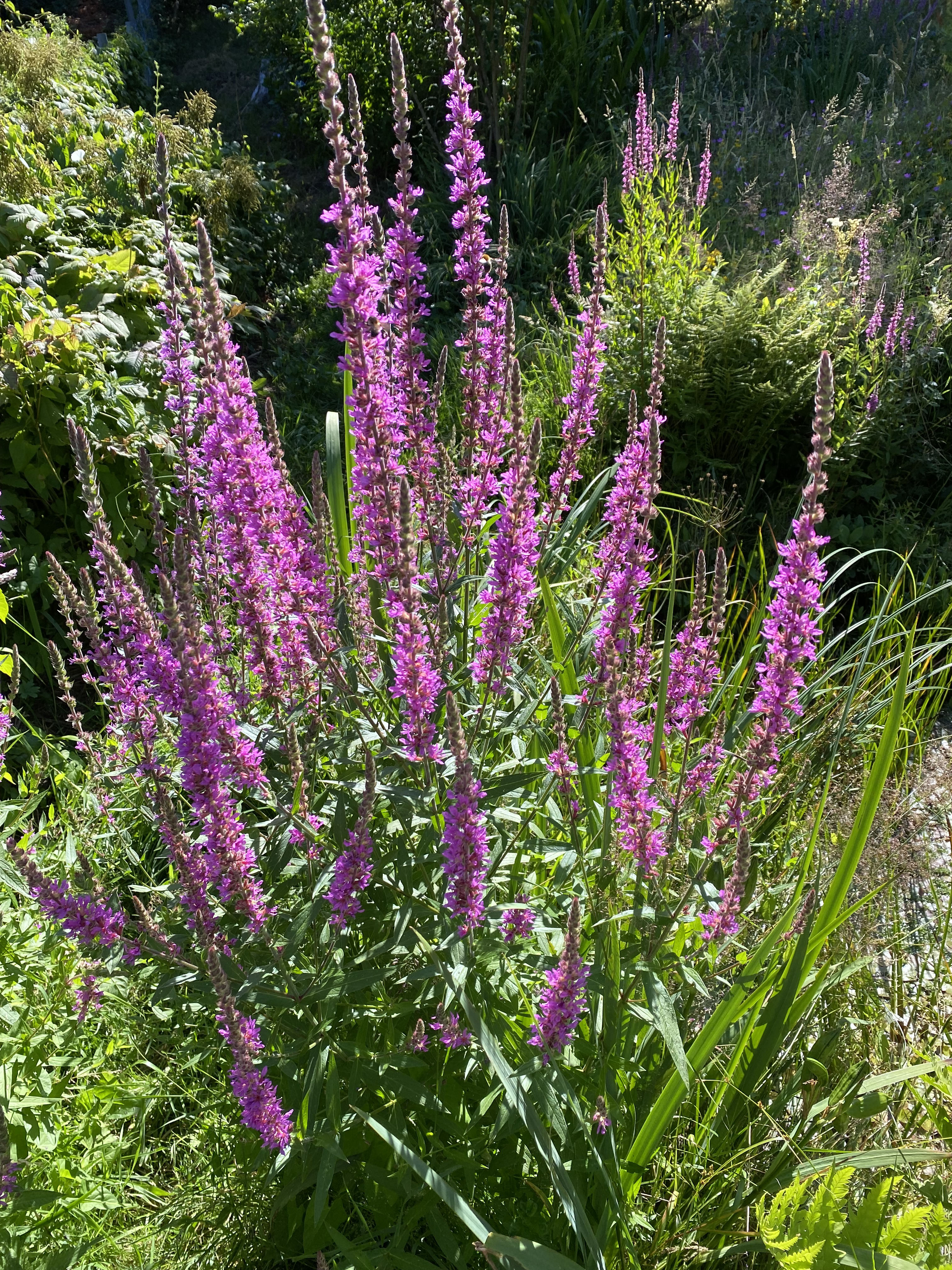
Blut-Weiderich – Insektenmagnet in feuchter Wiese
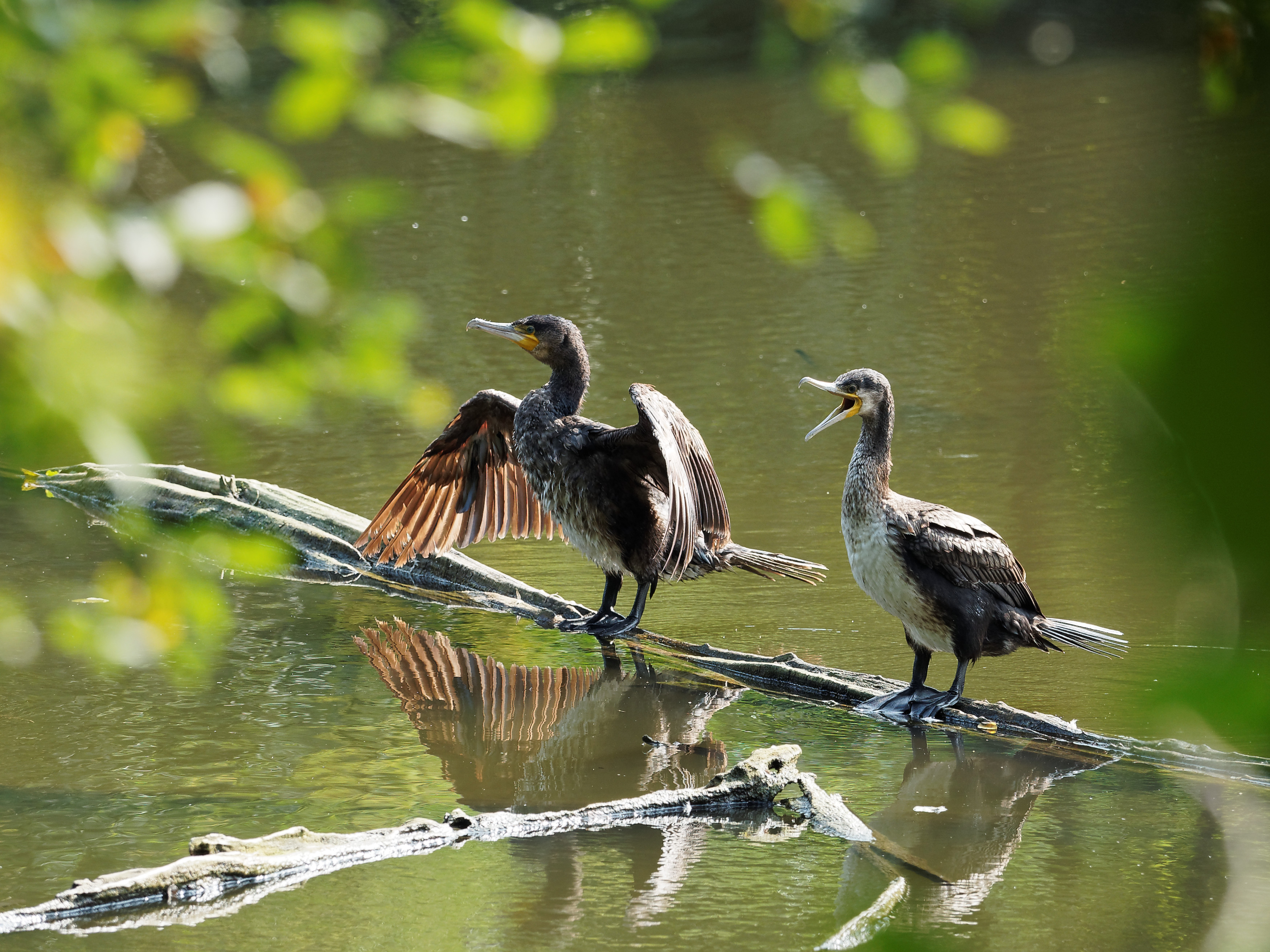
Kormoran – Gefieder muss nach jedem Tauchgang trocknen
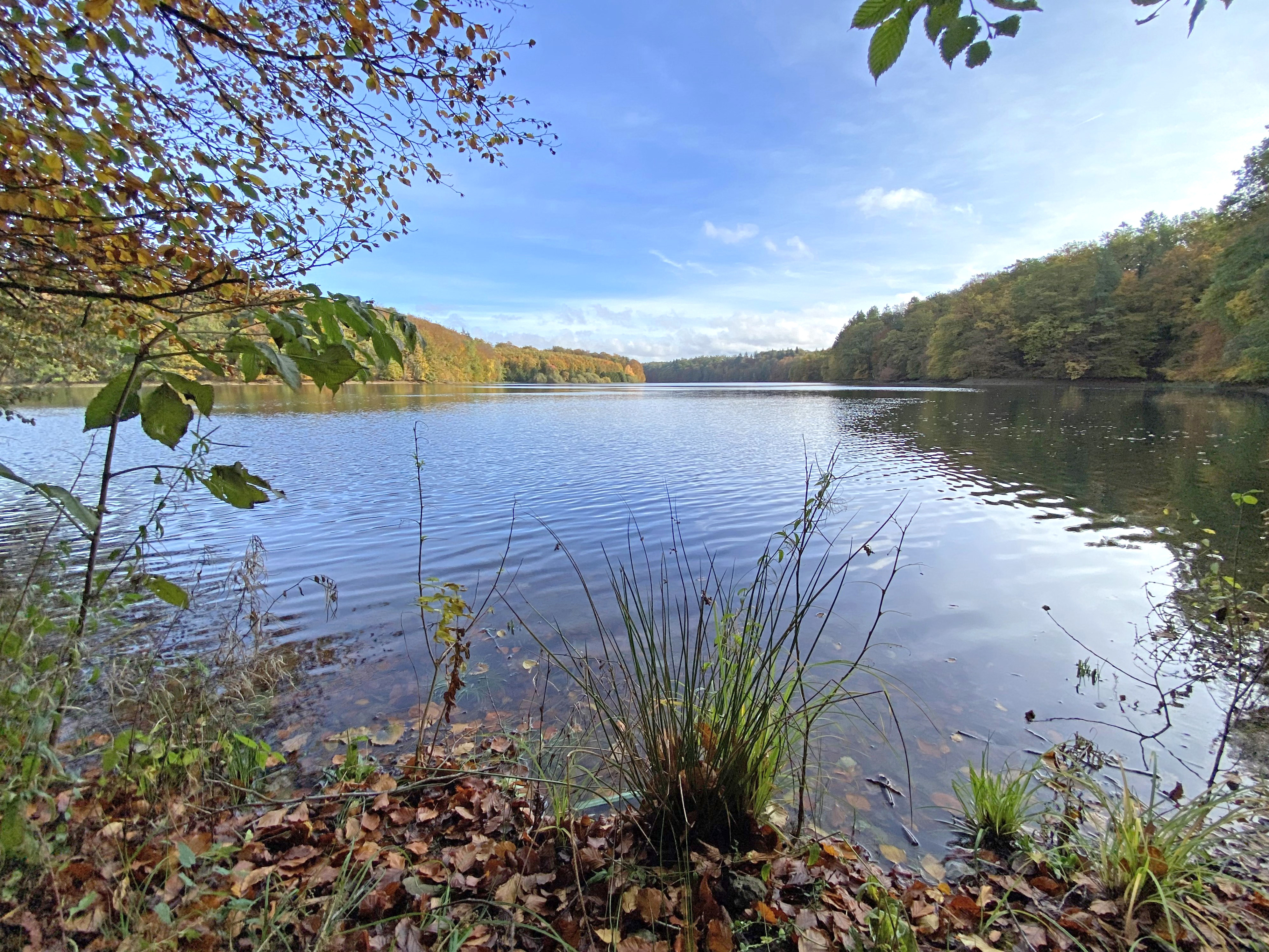
Blick vom Südufer der Neyetalsperre